# قرص طارد للبعوض

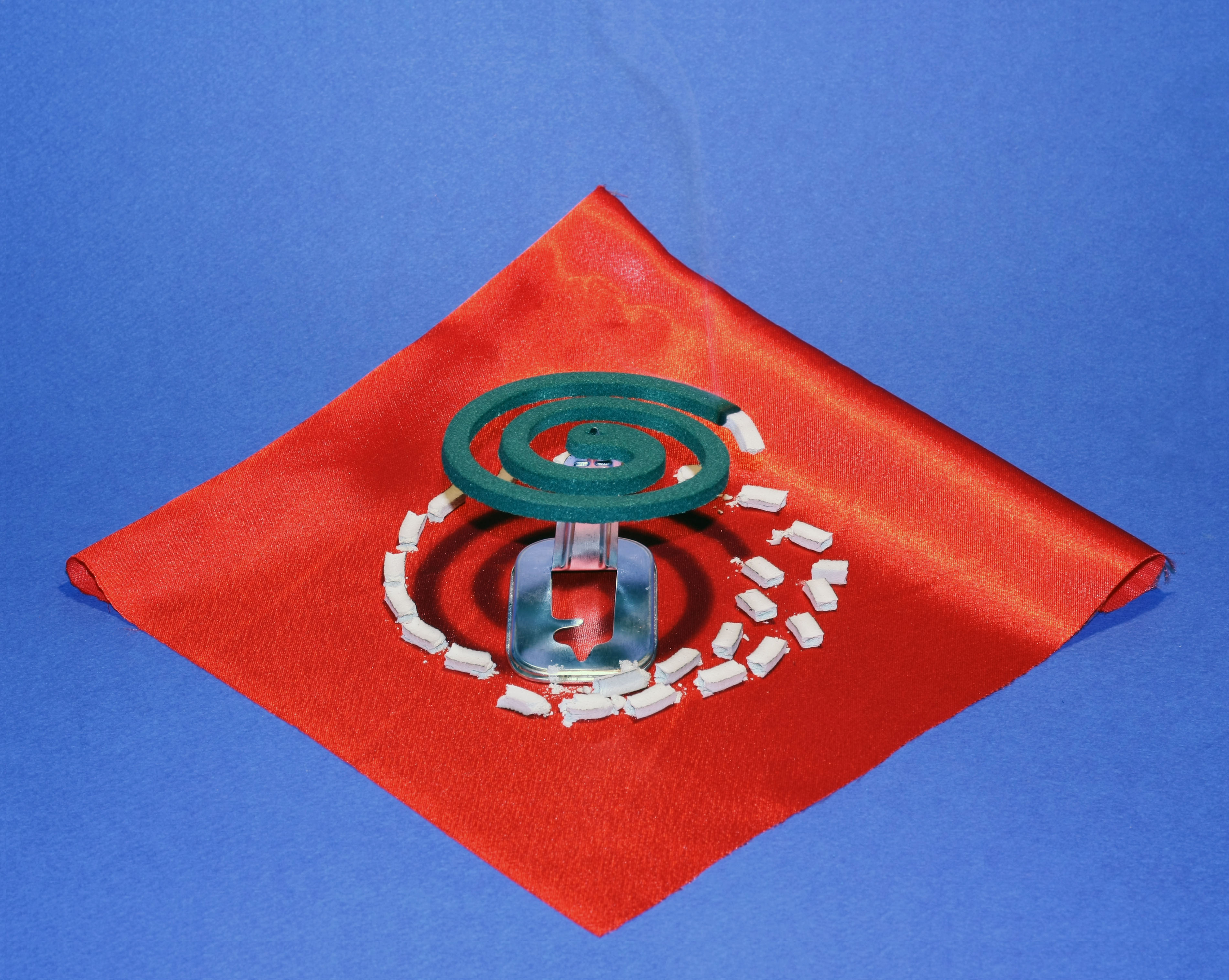
قرص طارد للبعوض

أقراص البعوض هو بخور طارد للحشرات، عادة ما تكون مصنوعة بشكل قرص حلزوني، وتحتوي على مسحوق مجفف من مادة بيرثورم. تصنع اللفائف بشكلها الحلزوني لسهولة حملها من مركزها، تعليقها في الهواء، أو مثبتة على قطعة مللسماحهدنية غير قابلة للاحتراق لتساعد على الاحتراق المستمر للبخور. يبدأ الحرق عادة في الطرف الخارجي من الحلزون ليتقدم ببطء باتجاه وسط القرص لإنتاج دخان طارد للبعوض. قرص البعوض يصنع بطول 15 15 سنتيمتر (6 بوصة) سنتيمتر وتدوم حوالي 7-12 ساعة. أقراص البعوض تستخدم على نطاق واسع في آسيا، وإفريقيا، وأمريكا الجنوبية، وكندا وأستراليا.

## الاختراع
لقرون طويلة استخدمت مادة البيرثورم بمكافحة الحشرات في بلاد فارس وأوروبا، لتُصنع بشكل أقراص في أواخر القرن التاسع عشر من قبل رجل أعمال ياباني (ييشيرو أوياما).

## المكونات
العناصر الفعالة في أقراص البرغش قد تحتوي على:
- بيرثرويد: مادة طبيعية على شكل بودرة تصنع من أحد أنواع نبات الأقحوان.
- بيرثرين: خلاصة البيرثرويد.
- ألثرين: الشكل الصناعي لمادة البيرثرويد.
- إيسبيوثرين: شكل من الألثرين.

## المساوئ
أقراص البعوض يمكن أن تسبب خطر الحريق. استخدامها أدى إلى العديد من الحرائق العرضية. في عام 1999 حريق في كوريا الجنوبية لمنزل من ثلاثة طوابق تسبب في وفاة 23 شخصا عندما تركوا قرص بعوض يشتعل دون المراقبة والحذر.
رائحة قوية من الدخان المتصاعد قد تعلق في النسيج والأثاث.
أقراص البعوض آمنة للبشر والثدييات، لكن تحذر بعض الدراسات من استخدامها في غرف مغلقة.